# Le martyre de Saint Sébastien
Le martyre de Saint Sébastien (Il martirio di San Sebastiano) è una musica di scena composta da Claude Debussy nel 1911 per il mistero scritto da Gabriele D'Annunzio; l'opera è suddivisa in cinque atti più un prologo, e è dedicata a Maurice Barrès. Narra del martirio di San Sebastiano mescolando componenti sacre e profane. Il ruolo principale di San Sebastiano fu ricoperto da una donna, la ballerina Ida Rubinštejn, mentre la coreografia fu creata da Michail Fokin e la scenografia da Léon Bakst.

## Genesi dell'opera
Alla fine del 1910 Debussy venne contattato da D'Annunzio che si trovava allora in Francia, a Arcachon, per evitare i creditori. Lo scrittore voleva lavorare con Debussy e gli propose di scrivere la musica per un suo dramma. Il compositore, che all'epoca non era impegnato con nessun lavoro e che era sempre a corto di finanze, accettò e firmò anche il contratto con Gabriel Astruc, direttore della stagione lirica del Théâtre du Châtelet. L'anticipo di 8000 franchi fu un grosso incentivo per Debussy per fargli iniziare subito il lavoro. D'Annunzio mandava il suo dramma al compositore un pezzo alla volta e la partitura fu completata a tempo di record.
Terminata la stesura dell'opera, Debussy fece ascoltare la composizione al suo editore, Jacques Durand, che ne rimase favorevolmente colpito. Le martyre si preannunciava come una realizzazione grandiosa, con un numero enorme di artisti, ballerini e orchestrali. Le prove non furono semplici per le difficoltà dei cantanti a definire ogni singolo ruolo e per la messa in scena a volte non coincidente con la parte musicale.
Poiché le opere dello scrittore erano state messe all'indice, tre giorni prima della rappresentazione ufficiale, Debussy e D'Annunzio furono costretti dall'Arcivescovo di Parigi, su sollecitazione della Congregazione romana, a dichiarare sotto giuramento che la loro opera era basata totalmente su fondamenti religiosi.

### Messa in scena e accoglienza critica
Le martyre va in scena la prima volta il 22 maggio del 1911, presso il Théâtre du Châtelet di Parigi. La durata dell'intera opera raggiunge le cinque ore. Presente alla prima è anche Marcel Proust, accompagnato da Robert de Montesquiou-Fézensac, che coprirà la produzione di lodi. Ben diversa è invece la reazione dei critici, in particolare nei confronti della Rubenštejn, carente nella pronuncia francese e tanto artificiosa nella recitazione da nullificare qualsiasi carica erotica. La musica di Debussy ebbe poi più consensi del testo dannunziano, che in molti ritennero lungo e noioso; alcuni critici giudicarono però la partitura troppo debole in confronto al dramma intenso del lavoro di D'Annunzio; come spesso era accaduto, il fatto di scrivere su commissione e in tempi delimitati non favorì certamente la creatività del musicista, d'altronde già affetto da gravi problemi di salute. Il parere del clero fu drastico e il portavoce, l'Arcivescovo Léon-Adolphe Amette, bollò immediatamente l'opera come blasfema.
Generalmente poco apprezzato su suolo francese, il Mistero è invece dichiarato un successo dai giornali italiani, che stravolgono la verità per motivazioni patriottiche. Tradotto successivamente in italiano da Ettore Janni per Treves, Le martyre debutterà alla Scala nel 1926, con Arturo Toscanini a dirigere l'orchestra.

### L'iconografia
Fonti biografiche, ad esempio Giordano Bruno Guerri, riportano come probabile fonte ispirante del Martyre un episodio risalente agli anni Ottanta, gli anni della Roma bizantina, dove D'Annunzio soggiornò e frequentò l'ambiente della stampa periodica. È in tale ambito che conobbe la giornalista Olga Ossani (ribattezzata Febea), con la quale ebbe una delle tante relazioni amorose.
Le fonti narrano di come nei giardini di Villa Medici il poeta si fosse denudato e addossato al tronco di un albero, esponendo allo sguardo di Olga i segni dei morsi e dei baci che lei stessa gli aveva provocato. L'episodio, messa in scena di un vero e proprio tableau vivant, sarebbe rimasto lungamente impresso nella mente di D'Annunzio, tanto da evolversi diversi anni dopo nell'opera che conosciamo.
Diverse altre fonti, tra le quali interviste contemporanee, riportano di come immagini e statue del Santo martirizzato avessero riempito la dimora francese del poeta, che a esse s'ispirava. Tema particolarmente amato e non privo, visti i precedenti, di una connotazione erotica, l'iconografia di Sebastiano avrebbe seguito D'Annunzio fino al Vittoriale degli Italiani, dove è tuttora espressa in numerosi esemplari.

### Ida Rubinštejn
Come la quasi totalità delle opere dannunziane, anche il Martyre ruota attorno a una figura femminile reale. Le fonti canoniche, inclusi Guerri e lo stesso D'Annunzio, collocano il primo incontro del poeta con la danzatrice Ida Rubinštejn dietro le quinte della Cleopatra, in cui lei aveva ricoperto il ruolo di spicco.
Tanto appassionata da risultare piuttosto una delle tante leggende biografiche (e in tal caso anche autobiografica), la vicenda è stata poi ridimensionata da Tom Antongini. Vi si presenta un Gabriele D'Annunzio prostrato ai piedi della ragazza e intento a baciarle le ginocchia, mormorando: «Saint Sébastien?».
Che Ida incarnasse per lui l'ideale androgino è unanimemente riconosciuto. Magrissima e pallida, era nota in ambito francese per i diversi ruoli interpretati con i balletti russi di Sergej Djagilev, ma anche per occasionali spogliarelli, fatto che non avrebbe in seguito giovato alla valutazione morale del Martyre.
In un'intervista il poeta dichiara che: «Rare volte fu veduto un corpo umano tanto approssimarsi all'ideal tipo dell'androgine, spogliarsi d'ogne mollezza e ridursi alla semplicità del disegno più austero. La natura e la disciplina hanno compiuto un tale miracolo.».

## Trama
L'azione si svolge nell'ambito del tardo Impero Romano, sotto il regno di Diocleziano (durato dal 284 al 305). 
L'opera è suddivisa in cinque atti, denominati "mansioni" (o verrières, "vetrate"), più un prologo che, monologo del narratore (appellato Nuncius), non porta aggiunte alla trama, ma funge unicamente da introduzione emotiva.

### Mansione Prima: La Corte dei Gigli (La Cour des Lys)
Marco e Marcellino, gemelli convertitesi al Cristianesimo, sono stati arrestati e condotti al cospetto del Prefetto, Giulio Andronico, in quanto hanno rifiutato di sacrificare il tributo spettante agli dei pagani. Legati alle due colonne di un'arcata, sono vittime delle ingiurie della folla in tumulto, la quale richiede a gran voce che i gemelli siano torturati e immolati alle divinità. Neppure l'intervento di Vitale, il figlio del Prefetto, riesce a far tornare alla ragione i due prigionieri: essi sono pronti a morire in nome della loro nuova fede e le lusinghe della giovinezza non sortiscono il minimo effetto. Nel medesimo istante delle persone attirano l'attenzione su Sebastiano, Capo degli arcieri imperiali, il quale sta miracolosamente perdendo sangue dal palmo della mano. Rifiutando le medicazioni, il ragazzo lascia che una donna velata intinga del lino nel suo sangue, per poi andarsene. Una voce ignota pronuncia parole che soltanto lui avverte con chiarezza, mentre l'attenzione unanime torna sui gemelli. Giunge allora la madre dei due, accompagnata dal marito e dalle cinque figlie, ma neppure il loro intervento vale a far tornare i condannati sui propri passi, i quali arrivano addirittura a disconoscere la famiglia, sebbene Marcellino si dimostri meno convinto del fratello. Ad arrestare il loro vacillamento interviene Sebastiano, che li incita a confessare unicamente l'amore per Cristo. Il dolore della madre si scaglia allora sull'arciere, che accusa di aver decretato la condanna dei suoi figli. Sebastiano, già ispirato dalla fede cristiana, riesce a instillarla nella stessa donna, la quale si offre a sua volta al martirio ed è seguita gradualmente da tutto il resto della famiglia. La folla è mossa dalla sete di sangue, mentre il Santo, che si offre per primo al supplizio del camminamento sui carboni ardenti, domanda un segno a Dio e scaglia una freccia in direzione del cielo, freccia che non tornerà più giù, facendo gridare al miracolo. Come se non bastasse due donne, una cieca e una muta, si dichiarano capaci l'una di vedere, l'altra di parlare, per merito di Sebastiano. L'atto si conclude con l'arciere che atterrisce nuovamente la folla mettendosi a danzare sui carboni ardenti senza riportare ferite (asserisce di camminare su una distesa di gigli), mentre attorno a lui il tumulto tocca il vertice e cori angelici intonano canti di lode a Dio.

### Mansione Seconda: La Camera Magica (La Chambre Magique)
Giulio Andronico custodisce svariate ricchezze e idoli pagani nei recessi della sua dimora. L'atto secondo si svolge appunto nel cuore del palazzo dove, incatenate a sette pietre votive, sette veggenti, ognuna votata a un pianeta, scrutano in esse il futuro. Preannunciato dalle loro parole, Sebastiano irrompe nella scena, armato di martello. Sua intenzione è aprire una colossale porta di bronzo che cela il cuore della dimora, la misteriosa Camera Magica. Vedendolo, le veggenti sono colte da visioni sparse che preannunciano il suo martirio e il suo trionfo sugli dei pagani, dopodiché, una dopo l'altra, si afflosciano al suolo. Alle invocazioni di Sebastiano risponde, dal capo opposto della porta, la mitologica Erigone, simbolo pagano della costellazione della Vergine, che si dichiara a sua volta prigioniera. Il Santo chiama allora i suoi uomini, divisi tra liberti, catecumeni e schiavi, affinché lo aiutino ad abbattere le porte di bronzo. Si viene così a sapere che Sebastiano ha promesso una cura al morente Prefetto in cambio della concessione di abbattere tutti gli idoli pagani che pullulano per la dimora. Venuti a sapere che l'arciere vuole distruggere la Camera Magica, i liberti iniziano a lamentarsi, rinfacciandogli la devastazione che ha compiuto per l'intero palazzo, provocando la disperazione di donne e bambini, mentre Giulio Andronico è ormai in agonia e suo figlio, Vitale, è in preda all'angoscia. Chiedono a Sebastiano di avere misericordia dell'ultima stanza, contenente i quadranti e le tavole per lo studio dello zodiaco, ma lui è irremovibile. Segue una conversazione con la turba degli schiavi, i quali interrogano il ragazzo sulla nuova religione. In effetti la natura delle loro domande è ancora quella dei pagani che sono stati: Cristo era bello? Quali tributi predilige? Cosa si deve fare affinché sani i malati? All'interrogatorio il Santo risponde con violenza, prima inculcando ai neofiti quanto la morte sia il cardine della vera religione, poi scoppiando in lacrime, in quanto il Messia non era bello, poiché lordato dai peccati dell'umanità e sfigurato dalle percosse dei carnefici. Proprio allora giunge in scena la femmina febbricitante, trattenuta dagli schiavi come una belva, nella quale Sebastiano riconosce la donna che alla Corte dei Gigli ha intinto il lino nel suo palmo insanguinato. In preda a un delirio, lei afferma di recare in seno la Sacra Sindone, che un angelo caduto le avrebbe deposto nel cuore per rimetterla dai suoi peccati, provocandole la febbre perenne. Dopo alcuni tentativi, Sebastiano riesce a convincerla a dischiudere le braccia. L'atto si conclude con la Sacra Sindone che viene rivelata ai neofiti, mentre la donna crolla al suolo esanime e le porte della camera magica si schiudono sull'ennesimo prodigio: la pagana Erigone è trasmutata nella Vergine Maria.

### Mansione Terza: Il Concilio dei Falsi Iddii (Le Concile des Faux Dieux)
Arrestato dagli uomini di Diocleziano, Sebastiano è condotto al cospetto dell'Imperatore. Instancabile persecutore dei cristiani, Diocleziano nutre comunque un'antica predilezione per il giovane arciere, predilezione che non manca di ambiguità e dopo averlo ammirato, non senza celato scherno, dinnanzi all'intera corte, cerca di convincerlo ad abiurare alla fede cristiana. Ricordandogli quanto sia stato generoso nei suoi confronti, avendolo posto tra i gradi più alti del suo esercito, l'Imperatore cerca di affascinarlo con la moltitudine d'idoli pagani, di cui è instancabile collezionista. La conversazione s'infiamma, tocca l'apice nel momento in cui il giovane Santo insulta il dio Apollo, a cui il sovrano è particolarmente devoto. Subito Diocleziano comanda ai sacerdoti di intonare canti propiziatori per placare il dio, ma Sebastiano li costringe a tacere. Allora l'Imperatore, infiammato, ordina ai carnefici di sgozzarlo, ma subito ritrae l'ordine: la fascinazione che il ragazzo esercita su di lui è grande. Gli fa dare l'arpa votata ad Apollo, affinché lo stesso Santo si umili a cantarne le lodi, ma Sebastiano distrugge l'arpa con un coltello e dichiara di voler danzare. E alla danza che segue alterna parole ispirate, con le quali ambisce a convertire la corte intera. Tuttavia, le cose non vanno come dovrebbero: gli astanti, imbevuti di amore pagano, non riescono a non paragonare il ragazzo al mitico Adone, amante di Venere. E così, la passione di Cristo professata da Sebastiano, diventa nel loro sguardo l'omicidio del cacciatore cipriota. E mentre la danza tocca il vertice, Diocleziano si precipita giù dal suo trono e dichiara di voler proclamare dio il giovane arciere, mettendogli tra le mani una delle vittorie alate che adornano il suo trono. In un'atmosfera che rievoca la tentazione di Cristo nel deserto, Sebastiano sembra dapprima cedere alle offerte del sovrano ma, recuperato il controllo, scaglia al suolo la statuetta e insulta Diocleziano preannunciando la fine del suo impero. In conclusione dell'atto, l'Imperatore ordina ai suoi uomini di distendere il Santo, ormai delirante, sull'arpa spezzata e di rovesciare su di lui tutto ciò che v'è di prezioso nel palazzo, affinché il soffocamento lo uccida. Frattanto, le adoratrici di Adone intonano l'inno funebre del fanciullo pagano.

### Mansione Quarta: Il Lauro Ferito (Le Laurier Blessé)
È il crepuscolo. Nel bosco sacro di Apollo, Sebastiano è legato seminudo al tronco di un lauro. Sebbene i suoi uomini lo abbiano salvato nel palazzo di Diocleziano, lui ha voluto comunque offrirsi alla condanna a morte. L'Imperatore ha dunque decretato che sia trafitto dalle frecce dei suoi stessi arcieri e pretende come prova dell'uccisione i suoi lunghi capelli. Rimasti soli, gli uomini di Sebastiano, di cui Sanae, il favorito, è il portavoce, supplicano il Santo di sottostare al loro piano: imbarcarlo furtivamente a Ostia e portare a Diocleziano i capelli di una donna. Ma il martire rifiuta la preghiera: "Io muoio di non morire", dice. E mentre la ragione lo abbandona, è preso da due potenti visioni: prima le tre parche romane, che si accingono a tagliare il filo della sua vita; poi l'immagine paleocristiana del buon pastore, che ascende la collina recando un agnello sulle spalle. L'ombra di una croce si allunga sul lauro, finché gli arcieri, via via più disperati, non iniziano a martirizzare il loro amato Capo. La scena del supplizio, sempre più concitata, culmina in un Sebastiano che muore sorridendo, mentre i suoi uomini, presi dall'angoscia, reagiscono piangendo e contorcendosi al suolo. Giungono le adoratrici di Adone per riservare al martire il trattamento funebre e due ultimi prodigi concludono la scena: il corpo del Santo che si distacca dal lauro trapassando le frecce confitte nel tronco; e lo sfavillare improvviso di una stella che interrompe la processione e spezza in gola ai fedeli il canto mortuario. "Le porte del Paradiso sono aperte all'anima di Sebastiano" (D'Annunzio).

### Mansione Quinta: Il Paradiso (Le Paradis)
Brevissimo, che funge unicamente da epilogo, l'ultimo atto si limita a esporre in canto l'ingresso di Sebastiano nel Regno dei Cieli, accolto festosamente dagli angeli, dai martiri, dagli apostoli e dagli spiriti celesti. Tutto culmina in un'unanime laude a Dio.

## Stile e caratteristiche[8][9]
Scaturita dalla memoria di un tableau vivant, la più decadentista delle opere dannunziane ne conserva le caratteristiche di base. D'importanza assoluta è la scenografia, un tripudio di spirali, richiami a dipinti e miniature, nonché dettagli desunti dall'oriente che si possono osservare anche nell'immagine sopra riportata. A tal proposito si parla anche di "periodo bizantino".
L'opera, i cui atti sono anche denominati "vetrate", ha della vetrata (e della raffigurazione cristiana medievale in generale) la modalità di narrazione: un profondo senso di stasi, una trama che avanza lentamente, quasi impercettibilmente. La parola è lenta, drammatica, ogni personaggio disposto a comporre uno specifico tableau vivant. L'intero svolgimento della storia è soffuso di un'evidenziata artificiosità, tanto nelle pose quanto nell'articolazione delle frasi. Inoltre, ogni scena del Martyre è a sé stante e può esistere anche in assenza delle seguenti e delle successive, tale e quale a un dipinto. Ha una propria identità e lo ribadisce esponendo un titolo esclusivo. In tal senso, il Martirio di San Sebastiano è percepibile più come atto estetico/figurativo.
La forma teatrale è desueta, non a caso si parla di Mistero, di cui è ripresa la messa in scena. L'azione non è mostrata, bensì raccontata a posteriori, a parte la danza sui carboni ardenti, il supplizio sull'arpa e il martirio finale. Tuttavia, tutto è accompagnato da uno spartito posato, mai incalzante o turbolento, che sospinge lo spettatore al distacco emotivo e alla mera osservazione estetica, come dinnanzi a un quadro, o meglio, a una Via Crucis dipinta. Partendo dal presupposto che la storia è già nota, l'autore sceglie di puntare sul "come".
Linguisticamente parlando, D'Annunzio si esprime in un francese arcaico, sebbene non duecentesco. Nel testo in ottonari s'individua una falsariga di sintassi italiana, mentre a detta del Contini, è possibile rintracciarvi un'inclinazione macaronica.
Una vena di sadomasochismo è percepibile in tutta l'opera, in particolare nel terzo atto, in cui il Santo diventa oggetto del fanatismo estetico dell'Imperatore, o nel generico patetismo di cui il ragazzo è costantemente rivestito, o ancora nell'insistenza con cui questi implora il martirio. A tal proposito il De Michelis individua un'analogia con La Nave, nella vicenda di Basiliola e i prigionieri.
Calcando sull'idea di un'arte multisensoriale D'Annunzio ripropone qui l'aspirazione wagneriana delle arti che convergono, già propugnata in passato da lui stesso ne Il Fuoco. E difatti nel Martirio di San Sebastiano vanno a incontrarsi letteratura, musica, danza, recitazione e arte figurativa.
In ultimo, è da considerare l'elevato numero d'interpreti presenti in scena (a detta dell'autore, circa quattrocento), forti di una rappresentazione corale e collettiva che mira ad annullare le identità singole in un concetto di unanimità puramente cristiano. Tra i vari cori si enumerano il Chorus Martyrum, il Chorus Virginum, il Chorus Apostolorum e il Chorus Santorum Omnium.

## Collegamenti e discendenze
Si riscontrano collegamenti tematici e stilistici tanto con l'opera di Flaubert (La tentazione di sant'Antonio), quanto con Swinburne e Oscar Wilde (la famosa Salomè).
Il Sebastiano dannunziano, assieme al corrispondente Iokanaan di Wilde, ha contribuito a creare una visione più prettamente profana dell'iconografia di determinati santi, quando non ambigua. Il giovane arciere, in particolare, è andato incontro negli ultimi anni a un processo di elevazione a icona espressamente omoerotica. In ciò l'operato di D'Annunzio non ha avuto un ruolo di margine. Tra le numerose rappresentazioni artistiche di tal sorta, spicca Sebastiane, lungometraggio del 1976 di Derek Jarman.

## Organico orchestrale
Due ottavini, due flauti, due oboi, corno inglese, tre clarinetti, clarinetto basso, tre fagotti, sei corni, due trombe, due arpe, timpani, archi.

## Curiosità[10]
- Nella Legenda Aurea si racconta di come in realtà Sebastiano fosse miracolosamente sopravvissuto al martirio, tratto in salvo e medicato da Santa Irene. Gabriele D'Annunzio dichiarò di aver scelto di far morire il Santo per almeno due motivi: in primo luogo perché nell'immaginario collettivo la sua morte è ormai radicata alle frecce e il poeta puntava a una rappresentazione che facesse presa sulla fede popolare. E secondariamente (ma sicuramente più importante), per il fatto che la fedeltà all'agiografia avrebbe leso all'estetica efebica del protagonista, così come la rappresentazione della sua morte reale: difatti Jacopo da Varagine narra che quando Sebastiano incorse nel martirio definitivo era già di età matura, più virile, e che Diocleziano lo condannò alla flagellazione capitale, prima di farne gettare il cadavere nella Cloaca Maxima.
- In un'intervista il poeta si lamenta per il fatto che, mentre nel teatro del passato nessuno si faceva scrupolo di far impersonare delicate fanciulle dalla "grossolanità del maschio", adesso tutti sono scandalizzati dal fatto che Ida Rubinštejn ricopra il ruolo di un ragazzo.
- Nella medesima intervista, D'Annunzio paventa che l'aspetto emaciato della danzatrice gli attiri contro la maldicenza dei critici: «Temo che anche questa volta sarò accusato di sevizie nefande. Fu già raccontato [...] avere io costretto una misera attrice a tagliarsi i capelli e a cavarsi un occhio, per più vivamente raffigurare Malatestino [riferendosi al fanciullo antagonista di Francesca da Rimini]. Ma questa volta, in verità, sono innocentissimo di tanta scarnificazione.»
- Il poeta, perfezionista fino all'eccesso, dichiarò di avere insegnato agli attori a tirare con l'arco unicamente per essere sicuro che riuscissero a comporsi nella posa più veritiera ed elegante possibile.